# Bayerische
Bayerische è stata una compagnia assicuratrice italiana.

## Storia
Bayerische Assicurazioni S.p.a. è nata nel 1994 da una variazione di denominazione sociale della Ambrosiana Assicurazioni S.p.a., con sede a Milano. L'anno successivo è stata creata Bayerische Vita S.p.a., per la vendita di polizze vita. Entrambe le società Bayerische erano controllate dalla tedesca Bayerische Beamten Versicherung (BBV) tramite BBV Italia S.p.a.
Nel 2003 ha cambiato nome in ERGO (ERGO Assicurazioni ed ERGO Previdenza) a seguito dell'acquisizione sia di Bayerische Assicurazioni che di Bayerische Vita da parte del gruppo tedesco Munich Re a cui fa capo l'omonima compagnia tedesca ERGO. Nel 2017 è diventata Eurovita, controllata dal fondo inglese di private equity Cinven. Nel 2023 Eurovita è stata commissariata a causa situazione patrimoniale inferiore ai requisiti minimi; per il suo salvataggio, nello stesso anno è stata creata Cronos Vita Assicurazioni, partecipata da Generali Italia, Intesa Sanpaolo Vita, Poste Vita, Unipol e Allianz, ovvero i principali gruppi assicurativi presenti in Italia.

## Multi-level marketing
Bayerische Vita è diventata nota nella seconda metà degli anni 90 per la controversa vendita di polizze vita tramite una aggressiva rete piramidale di multi-level marketing, gestita da una società italiana denominata SSI Star Service International S.r.l. (successivamente divenuta TB.ONE e Multiprofit) a sua volta operante per conto di SSI Assconsult S.r.l., che reclutava venditori attraverso corsi di formazione a pagamento detti "FUTUS" (Future Systems). Lo stesso metodo di vendita è stato utilizzato da ERGO nei primi anni 2000.
A seguito delle polemiche per la vendita di complessi prodotti assicurativi a clienti ignari da parte di personale non qualificato, nel 2002 l'ISVAP ha vietato la distribuzione di questo tipo di polizze tramite multi-level marketing.